# Supercoupe de l'UEFA 2012
La Supercoupe de l'UEFA 2012 est la 37e édition de la Supercoupe de l'UEFA. Le match oppose Chelsea, vainqueur de la Ligue des champions 2011-2012, à l'Atlético Madrid, vainqueur de la Ligue Europa 2011-2012.
La rencontre se déroule le vendredi 31 août 2012. Elle conclut une série de quinze éditions jouées au Stade Louis-II de Monaco.
Les règles du match sont celles d'une finale de Coupe d'Europe : la durée de la rencontre est de 90 minutes. S'il y a toujours match nul, une prolongation de deux fois quinze minutes et jouée. S'il y a toujours égalité au terme de cette prolongation,  une séance de tirs au but est réalisée. Trois remplacements sont autorisés pour chaque équipe.
L'Atlético Madrid remporte sa deuxième Supercoupe d'Europe en battant Chelsea par 4 buts à 1, avec notamment un triplé du Colombien Radamel Falcao, élu homme du match.

## Feuille de match
| 31 août 2012  | Chelsea    | 1–4 | Atlético Madrid                 | Stade Louis-II, Monaco                         |                                                |
| 20 h 45 UTC+2 | Cahill 75e |     | Falcao 6e 19e 45e · Miranda 60e | Spectateurs : 14 312 Arbitrage : Damir Skomina | Spectateurs : 14 312 Arbitrage : Damir Skomina |
| 20 h 45 UTC+2 | Rapport    |     |                                 | Spectateurs : 14 312 Arbitrage : Damir Skomina | Spectateurs : 14 312 Arbitrage : Damir Skomina |

| Chelsea | Atlético Madrid |

| Gardien de but    | 1  | Petr Čech          |     |     |
|                   | 2  | Branislav Ivanović | 29e |     |
|                   | 24 | Gary Cahill        |     |     |
|                   | 4  | David Luiz         |     |     |
|                   | 3  | Ashley Cole        |     | 90e |
|                   | 12 | John Obi Mikel     |     |     |
|                   | 8  | Frank Lampard (c)  |     |     |
|                   | 7  | Ramires            |     | 46e |
|                   | 17 | Eden Hazard        |     |     |
|                   | 10 | Juan Mata          |     | 81e |
|                   | 9  | Fernando Torres    |     |     |
| Remplaçants :     |    |                    |     |     |
| Gardien de but    | 22 | Ross Turnbull      |     |     |
|                   | 34 | Ryan Bertrand      |     | 90e |
|                   | 6  | Oriol Romeu        |     |     |
|                   | 11 | Oscar              |     | 46e |
|                   | 16 | Raul Meireles      |     |     |
|                   | 23 | Daniel Sturridge   |     | 81e |
|                   | 13 | Victor Moses       |     |     |
| Entraîneur :      |    |                    |     |     |
| Roberto Di Matteo |    |                    |     |     |

| Gardien de but | 13 | Thibaut Courtois   |  |     |
|                | 20 | Juanfran           |  |     |
|                | 23 | Miranda            |  |     |
|                | 2  | Diego Godín        |  |     |
|                | 3  | Filipe Luís        |  |     |
|                | 4  | Mario Suárez       |  |     |
|                | 14 | Gabi (c)           |  |     |
|                | 7  | Adrián López       |  | 56e |
|                | 6  | Koke               |  | 81e |
|                | 10 | Arda Turan         |  |     |
|                | 9  | Radamel Falcao     |  | 87e |
| Remplaçants :  |    |                    |  |     |
| Gardien de but | 25 | Sergio Asenjo      |  |     |
|                | 17 | Sílvio             |  |     |
|                | 18 | Cata Díaz          |  |     |
|                | 8  | Raúl García        |  | 81e |
|                | 21 | Emre Belözoğlu     |  | 87e |
|                | 11 | Cristian Rodríguez |  | 56e |
|                | 19 | Diego Costa        |  |     |
| Entraîneur :   |    |                    |  |     |
| Diego Simeone  |    |                    |  |     |

| Homme du match: Radamel Falcao (Atlético Madrid) Arbitres assistants : Primož Arhar Matej Žunič Quatrième arbitre : Bojan Ul Arbitres assistants supplémentaires : Matej Jug Slavko Vinčić |